# Теклінов (Брагінський район)
Теклінов — (біл. ёска Такліноў), село (веска) в складі Брагінського району розташоване в Гомельській області Білорусі. Село підпорядковане Вугловській сільській раді і в ньому мешкає 88 чоловік (станом на 2004 рік).
Село Теклінов розташоване на південному сході Білорусі, в південній частині Гомельської області, неподалік від районного центру Брагіна (за 9 кілометрів північніше).